# Kurt Schleucher
Kurt Schleucher (* 3. September 1914 in Darmstadt; † 30. September 2001 ebenda) war ein deutscher Publizist, Schriftsteller und Journalist.

## Leben
Nach dem Abitur am Alten Realgymnasium in Darmstadt studierte er Geschichte, Germanistik und Philosophie. Von 1945 bis 1947 war Dozent an der Staatsbauschule Darmstadt. Von 1947 bis 1951 war er Redakteur beim Darmstädter Echo. 1951 gründete er die „Martin-Behaim-Gesellschaft“. Ab 1966 war er Herausgeber der Buchreihe „Deutsche unter anderen Völkern“.
Er erhielt das Bundesverdienstkreuz, die Goethe-Plakette des Landes Hessen und die Johann-Heinrich-Merck-Ehrung der Stadt Darmstadt.

## Schriften
- Eine Kappe voller Weltwind. Justus-von-Liebig-Verlag, Darmstadt 1994, ISBN 3-87390-108-0.
- Licht im Labyrinth. Die Tropfsteinhöhle von Postojna. Roether, Darmstadt 1994, ISBN 3-7929-0215-X.
- Polyphonie der Autoren. Das Haus der Literatur und seine Bibliothek. Justus-von-Liebig-Verlag, Darmstadt 1997, ISBN 3-87390-125-0.
- Teilhaber des Lebens. Darmstadts literarisches Gedächtnis.  Magistrat der Wissenschaftsstadt Darmstadt, Darmstadt 1999.